# Curva precio-consumo

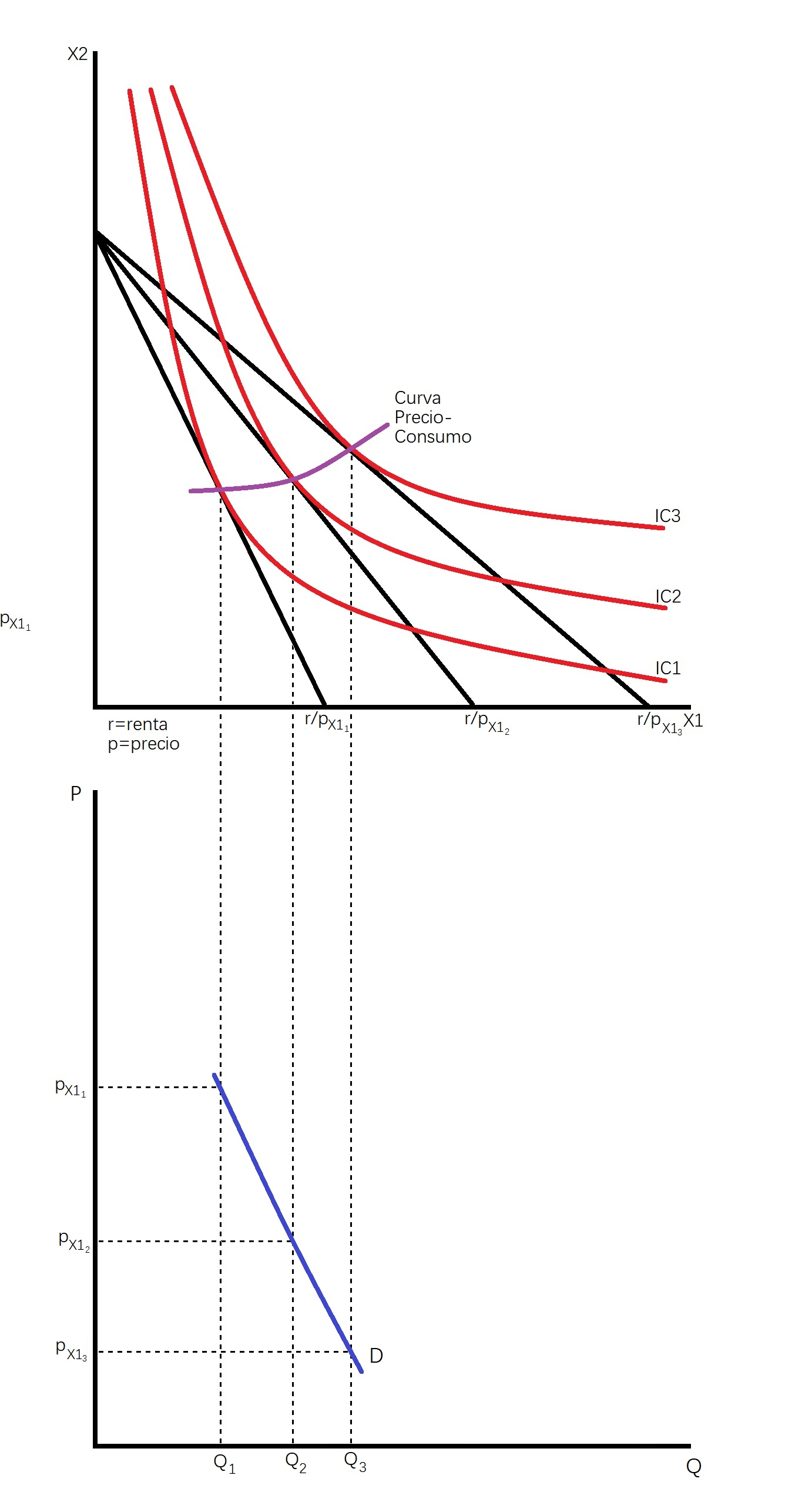
Una curva precio-consumo y la derivación de una curva de demanda de un individuo desde ella

En economía, una curva precio-consumo es una curva que describe como los Conjuntos de Consumo cuando el precio de un bien cambia, manteniendo constante el ingreso, las preferencias y el precio del otro bien. Estas curvas se generan al tomar los puntos donde se cruzan las curvas de indiferencia con las restricciones presupuestarias correspondientes, a medida que el precio de uno de los dos bienes cambia. Las curvas de precio-consumo se utilizan para conectar conceptos de utilidad, curvas de indiferencia y restricciones presupuestarias con los modelos de oferta y demanda. A cada precio le corresponde una cantidad única de cada uno de los bienes. Debido a esto, al modelar el bien con el precio variable como un bien particular y el bien con el precio constante como todos los demás bienes, la curva de precio-consumo se puede utilizar para construir la curva de demanda individual de un bien específico.
Se pueden aplicar los mismos principios a las empresas para determinar cómo las empresas en una economía eligen la combinación de menor costo de factores de producción a utilizar al producir bienes. Cuando se utilizan curvas de precio-consumo en este contexto, se llaman curvas precio-factor y se construyen con curvas isocuantas y una línea que representa la relación entre los precios de los factores en lugar de curvas de indiferencia y una restricción presupuestaria.